# Pancho López (historieta)
Pancho López fue una serie de historietas publicada en 1957 en la revista homónima por el guionista Abel Santa Cruz, con el seudónimo Lépido Frías, y el dibujante Alberto Breccia; es una de las pocas en que éste pone en práctica un grafismo caricaturesco.

## Trayectoria
Pancho López se inspira en una canción del mismo título, muy popular en su época. Se publicó desde el primer número de su revista el 9 de septiembre de 1957.

## Argumento y personajes
Pancho López es un niño del pueblo mexicano ficticio de Chapango que viste a la usanza típica del charro y vive en un rancho con su caballo Chihuahua, la gallina Felicia y el gato Valentín. Es, como dice la canción, chiquito, pero matón y, a pesar de ir todavía al colegio, protege al pueblo de los abusos del Caporal Herminio. Los cigarros que fuma son, eso sí, de chocolate.